# Tiracola grisescens
Tiracola grisescens là một loài bướm đêm trong họ Noctuidae.